# 사랑의 커피
《사랑의 커피》(영어: The Vanishing)는 미국에서 제작된 조르저 슬라위저르 감독의 1993년 심리 스릴러 영화이다. 1988년 영화 《베니싱》의 리메이크 작품이다. 제프 브리지스 등이 출연하였고, 래리 브레즈너 등이 제작에 참여하였다.

## 출연진
- 제프 브리지스
- 키퍼 서덜랜드
- 낸시 트래비스
- 샌드라 불럭
- 파크 오버올
- 매기 린더먼
- 리사 아이크혼
- 조지 헌
- 린 해밀턴

## 기타 제작진
- 공동 제작: 토드 그라프
- 배역: 주얼 베스트럽, 리사 브라몽 가르시아
- 미술: 지닌 C. 오퍼월

## 같이 보기
- 베니싱 (1988년 영화)
- 테드 번디